# Rashaant, Khövsgöl
Rashaant (tiếng Mông Cổ: Рашаант, spa) là một sum của tỉnh Khövsgöl tại miền bắc Mông Cổ. Vào năm 2009, dân số của sum là 3.501 người.

## Lịch sử

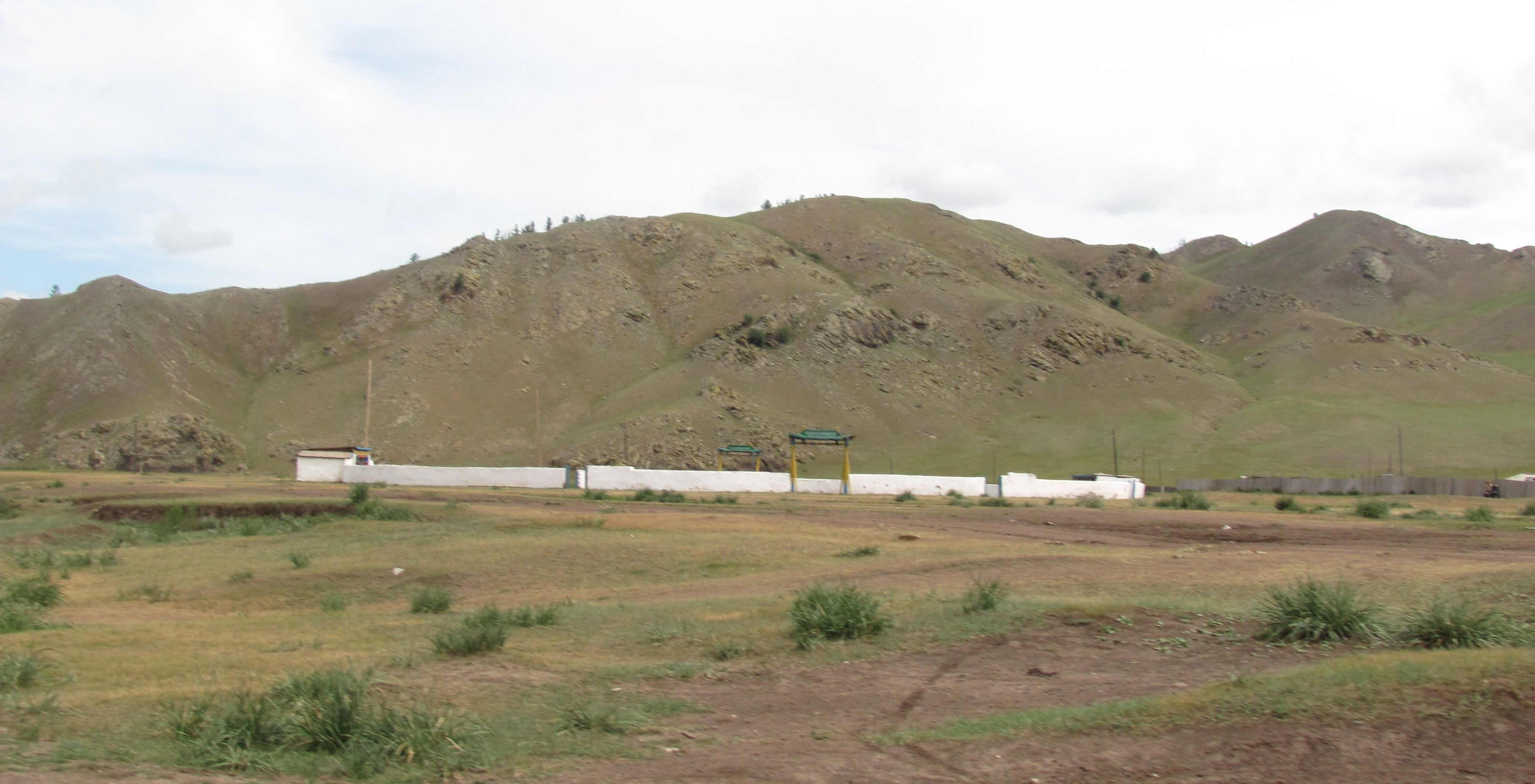
Tu viện được xây lại trong thị trấn Rashaant.

Sum Rashaant được thành lập, cùng với toàn tỉnh Khövsgöl, vào năm 1931. Trung tâm sum được đặt gần tu viện Khyalganat (hay còn được gọi là Rashaantyn Khüree), được thành lập vào năm 1915. Năm 1932, tu viện là điểm bắt đầu của một cuộc khởi nghĩa vũ trang bao trùm phần lớn miền tây Mông Cổ, và trung tâm sum đã bị đốt cháy. Đến năm 1933, sum có khoảng 2.400 cư dân trong 719 hộ gia đình, và khoảng 47.000 đầu gia súc. Vào năm 1955, sum Rashaant được thống nhất với Tarialan, nhưng lại bị chia tách lần nữa vào năm 1959. Negdel địa phương Ulaan Od (Sao Đỏ) được thành lập vào năm 1952 và tồn tại cho đến năm 1990 như là một công ty nông nghiệp tư nhân. Sau năm 1990, tu viện được xây dựng trở lại. Nó nằm ở phần phía bắc của thị trấn Rashaant.

## Địa lý
Sum có diện tích khoảng 1.980 km², 50 km² trong đó là đất nông nghiệp. Thị trấn Rashaant, trung tâm sum, nằm trên một thung lũng cao, cách tỉnh lị Mörön 154 km về phía đông nam và cách thủ đô Ulaanbaatar 518 km.

### Khí hậu
Sum Rashaant có khí hậu bán khô hạn. Nhiệt độ trung bình hàng năm ở khu vực xung quanh là 2 °C. Tháng ấm nhất là tháng 6, khi nhiệt độ trung bình là 20 °C và lạnh nhất là tháng 1, với -19 °C.  Lượng mưa trung bình hàng năm là 409 mm. Tháng mưa nhiều nhất là tháng 7, với lượng mưa trung bình 104 mm và khô nhất là tháng 1, với lượng mưa 2 mm.

## Kinh tế
Năm 2004, sum có khoảng 123.000 đầu gia súc, trong đó có 51.000 con cừu, 55.000 con dê, 8.900 bò nhà và bò yak, và 8.200 con ngựa, nhưng không có lạc đà.